# 1985 VL
1985 VL är en asteroid i huvudbältet som upptäcktes den 14 november 1985 av den danska astronomen Poul Jensen vid Brorfelde-observatoriet.
Asteroiden har en diameter på ungefär 18 kilometer.